# CastleStorm
CastleStorm est un jeu vidéo de type tower defense développé et édité par Zen Studios, sorti en 2013 sur Windows, Wii U, Nintendo Switch, PlayStation 3, PlayStation 4, Xbox 360, Xbox One, PlayStation Vita, iOS et Android.

## Gameplay
CastleStorm est un jeu de stratégie en temps réel à défilement latéral basé sur la physique et comportant des éléments de tower-defence. Le joueur incarne un certain nombre de personnages obtenus en terminant différentes « campagnes » du jeu, à commencer par le personnage par défaut, Sir Gareth, qui est introduit dans la première campagne, Kingdom Quest. Le jeu propose quatre campagnes distinctes, toutes situées à des moments légèrement différents dans le temps, la dernière étant « La Reine Guerrière ».

## Histoire
Sir Gareth, protecteur du royaume, combat les Vikings. Les chevaliers et les Vikings ont connu une paix de longue date, mais celle-ci est rompue lorsqu'un cristal ancien est volé. Il revient à Sir Gareth de rallier les troupes, de récupérer la gemme et de rétablir la paix dans le pays,.

## Sortie
CastleStorm est initialement sorti sur Xbox 360 via Xbox Live Arcade (XBLA) le 29 mai 2013 par l'éditeur Microsoft Game Studios. Il est sorti en tant que titre auto-édité pour toutes les versions ultérieures, étant d'abord mis à disposition pour Windows via Steam deux mois plus tard, le 29 juillet. Les portages pour PlayStation 3 et PlayStation Vita sont sortis le 5 novembre 2013 en Amérique du Nord et le 6 novembre en Europe, avec une version Wii U suivant un mois plus tard, le 26 décembre.Une version remasterisée du titre comprenant les deux éléments de contenu téléchargeable est sortie pour PlayStation 4 et Xbox One sous le nom de CastleStorm: Definitive Edition le 23 septembre en Amérique du Nord et le 24 septembre en Europe.Un portage pour Nintendo Switch est sorti le 16 août 2018.

## Accueil
- Jeuxvideo.com : 15/20[4]